# Selenia grisescens
Selenia grisescens là một loài bướm đêm trong họ Geometridae.